# Przyjemność
Przyjemność – podstawowa wartość hedonistyczna o charakterze pozytywnym, będąca doświadczeniem zmysłowym o charakterze indywidualnym ; przeciwieństwo nieprzyjemności .
Odczuwanie przyjemności przypisuje się zarówno ludziom, jak i zwierzętom .
Zdaniem Maxa Schelera źródłami przyjemności mogą być:
- rzeczy (np. pokarm[5])
- funkcje (rozumiane jako intencjonalne działanie, np. zabawa, obdarowywanie[4])
- stany zmysłowe[2]

Według Sokratesa przyjemność jako taka jest neutralna moralnie, a jej wartość zależy od sposobu korzystania z niej .